# فهد بورسلي
فهد راشد ناصر بن راشد بن عبدالله بورسلي (1918 - 25 أبريل 1960)، شاعر كويتي. كان والده من كبار رجال البحر المعروفين وتاجر لؤلؤ يمتلك العديد من السفن التجارية وتناول في شعره أوثق الارتباطات اليومية والأزمات في عهدة مثل أزمة المياه والتمويل كما يعتبر شاعر الكويت الأول كما أن أشعاره التي تغنى تعتبر جزء من التاريخ للفن الكويتي ومنها يا هل الشرق، وجزى البارحه وقصيدة ليت ها النفط الغزير ينقلب ماي غدير عندما كانت أزمة المياه في الكويت في الخمسينات.

## نشأته

الشاعر فهد بورسلي في خمسينيات القرن الماضي

ولد الشاعر فهد بن راشد بن ناصر بورسلي في شرق مدينة الكويت وتحديدا في فريج العاقول سنة 1918 ، ومن إن إشتد عوده حتي أدخله والده الكتاب حيث تلقى علومه الأولية فدرس القرآن والخط والحساب كما كان يتلقى بعض الدروس الخاصة على يد علي المجرن، وكان لوالده شغفا بالشعر النبطي وكان يحفظ بعضا منه كما كان خال الشاعر فهد بورسلي ملا علي الموسى شاعرا مجيدا ومن شعراء الكويت الشعبيين المعدودين في هذا المجال وكذلك الشاعر العبيدي وهو من أقرباء الشاعر لوالدته، وفي هذه البيئة نشأ الشاعر فهد بورسلي وبدأ منذ صباه وشبابه المبكر ينظم الشعر على الطريقة والأسلوب الذين كانا متبعين في أيامه وفي المرحلة الثانية من شبابة ابتدأ ينظم الشعر باللهجة العامية الكويتية، وخلال تلك المرحلة طغت شهرته لتناوله مواضيع حساسة ملتصقة بحياة المواطن ومرتبطة بأوثق الارتباطات بحياته اليومية كقصائدة في الماء، والمدراء، وأزمة التمويل، الكهرباء، وغيرها من القصائد الاجتماعية والسياسية، وكان الكثير من الوجهاء وأعيان البلد وذوي السلطة على اتصال دائم معه يستمعون إليه ويرددون قصائده، واعتبزت أشعاره بمثابة المرآة العاكسة للأوضاع الاجتماعية والسياسية في المجتمع الكويتي لندرة المجلات والصحف في زمانه، كما كان الشاعر فهد بورسلي مرتبطا ارتباطا وثيقا بوالده حيث كان كثير السفر إلى الهند مع والد وكان يتردد على البحرين والسعودية وجنوب العراق وكان يتقن الهندية ومطلع على ثقافتها وكان معجب بالشاعر رابندرانات طاغور.

## من أشعاره
قال هذه القصيدة مرحبا بعودة الشيخ أحمد الجابر الصباح من سفره له خارج البلاد :
....إلى آخر القصيدة (الحبر : العالم)
قال هذه الألفية عن قضية فلسطين والعدوان الصهيوني عليها عام 1948، وفيها يستحث همم العرب لتحريرها هذه بعض منها :
.....إلى آخر القصيدة
```
(معازيبة: اسيادة)
(قسامة: قرار 
تقسيم فلسطين
 عام 
1947
)
(جامة: زجاج لعرض السلع)
```

 قال هذه القصيدة في الإشادة بموقف الرئيس جمال عبد الناصر بعد تأميم قناة السويس وبعد أن شنّ الاستعمار الثلاثي عدوانه على مصر سنة 1956م :
........إلى آخر القصيدة
 وفي نقص المياه'
```
(طماشه:السخرية)
(الكنديسة:محطة التقطير)
(القيظ: حر الصيف)
```

قصيدة أبو فهد | غناء محمد عبده
 قال هذه القصيدة قصيدة يعتب فيها الشاعر على وطنه ويشكي الحال الذي أوصلهم إياه:

## ديوانة الشعري
له ديوان شهير جمعته وأعدته ابنتة ( وسمية فهد راشد ناصر بورسلي ) بمساعدة من الأديب والمؤرخ الكويتي أحمد البشر الرومي، وكذلك له ديوانين صغيرين نادرين طبعا في مصر في حياة الشاعر وكان ذلك في بداية الخمسينيات وبه بعض القصائد التي تم إقصاؤها من ديوانه الأخير التي أشرفت عليه ابنته وسمية يحتوي ديوانه على 105 قصائد و 6 زهيريات.